# Abbaye de Rivalta
Ne pas confondre cette abbaye avec l'abbaye Rivalta di Torino, également cistercienne et piémontaise
L'Abbaye de Rivalta est une ancienne abbaye cistercienne, située en Italie, dans la commune de Tortone (Piémont, Alexandrie).

## Histoire

### Fondation
Vers la fin du XIIe siècle, un ermite, Ascherio, fonde une petite communauté monastique à Rivalta ; rapidement, Ascherio prend conscience que la stabilité de sa communauté passe par l'affiliation à un ordre plus important. Cette incorporation lui permet aussi d'avoir une légitimité institutionnelle face aux structures ecclésiastiques locales peu enclines à laisser se développer des formes d'érémitisme sans contrôle. Sur les conseils du cardinal Guglielmo, lui-même ancien moine de Chiaravalle, Ascherio choisit de s'affilier à l'abbaye de Lucedio, de l'ordre cistercien,.

### Croissance
Comme d'autres monastères cisterciens italiens (notamment Lucedio ou Casanova, l'abbaye est rejointe, à peu de distance, par un petit noyau de proches, notamment des femmes, généralement veuves), accueillies en tant que consœurs spirituelles, quoique laïques. Cette présence hors de l'enceinte monastique permet à l'abbaye d'accroître son influence.
Du vivant d'Ascherio (il meurt en 1185), il avait déjà fondé une seconde abbaye, celle d'Acqualunga. Avant sa mort, il convainc cette seconde communauté d’adhérer également à l'ordre cistercien, et Acqualunga s'affilie à Rivalta.

### Commende et déclin
En 1538, le pape Paul III unit la communauté de Rivalta à la congrégation (bénédictine) de l'abbaye du Mont-Cassin ; en pratique, ce sont les moines de San Nicolò del Boschetto (it), à Gênes, qui succèdent aux cisterciens le 30 janvier 1546 ; rapidement (au cours du XVIe siècle, l'abbaye devient une église paroissiale ; les Bénédictins l'abandonnent au XVIIe siècle.

## Architecture

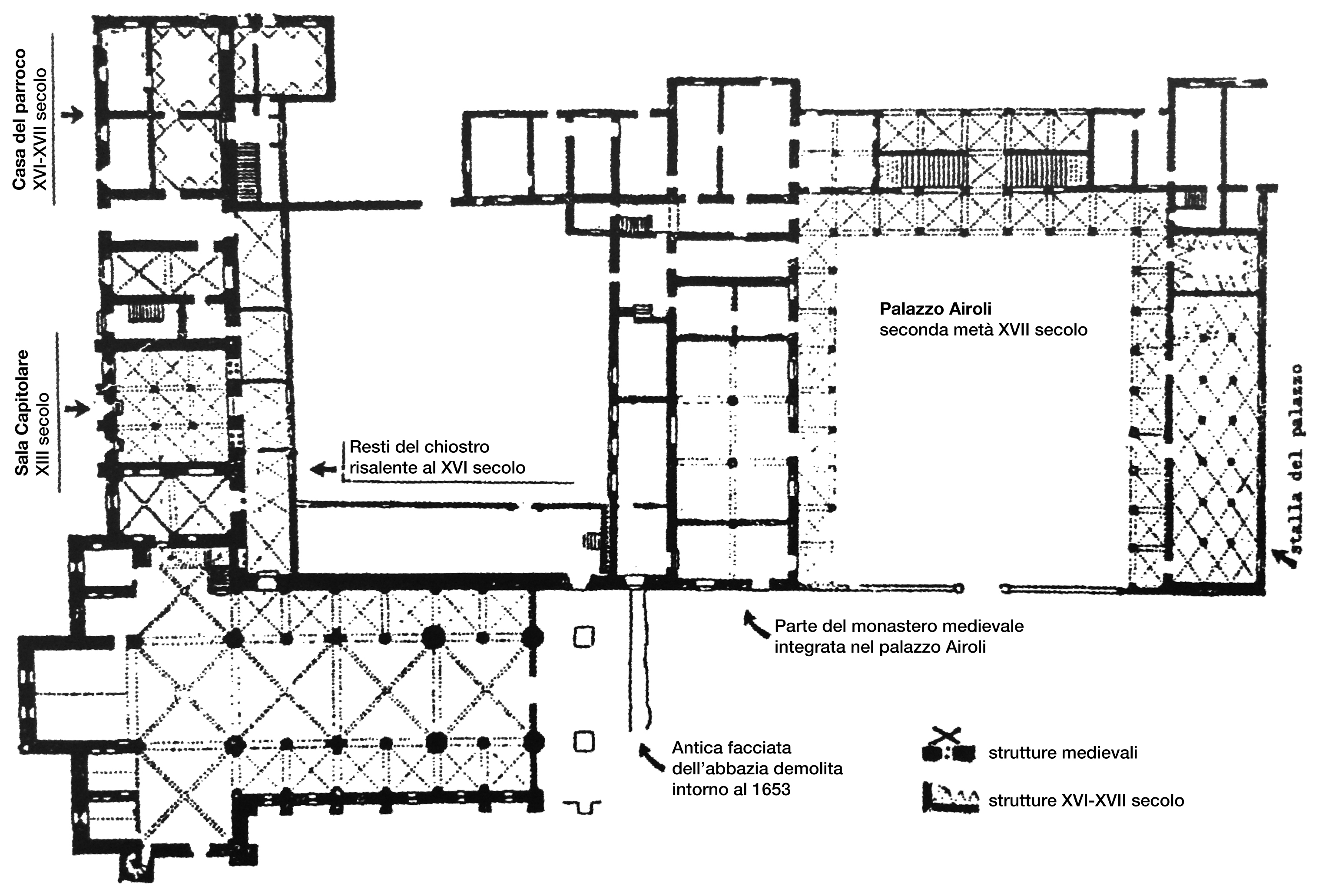
Plan de l'abbaye.

L'abbaye est demeurée dans un état presque intact.

### Le cloître

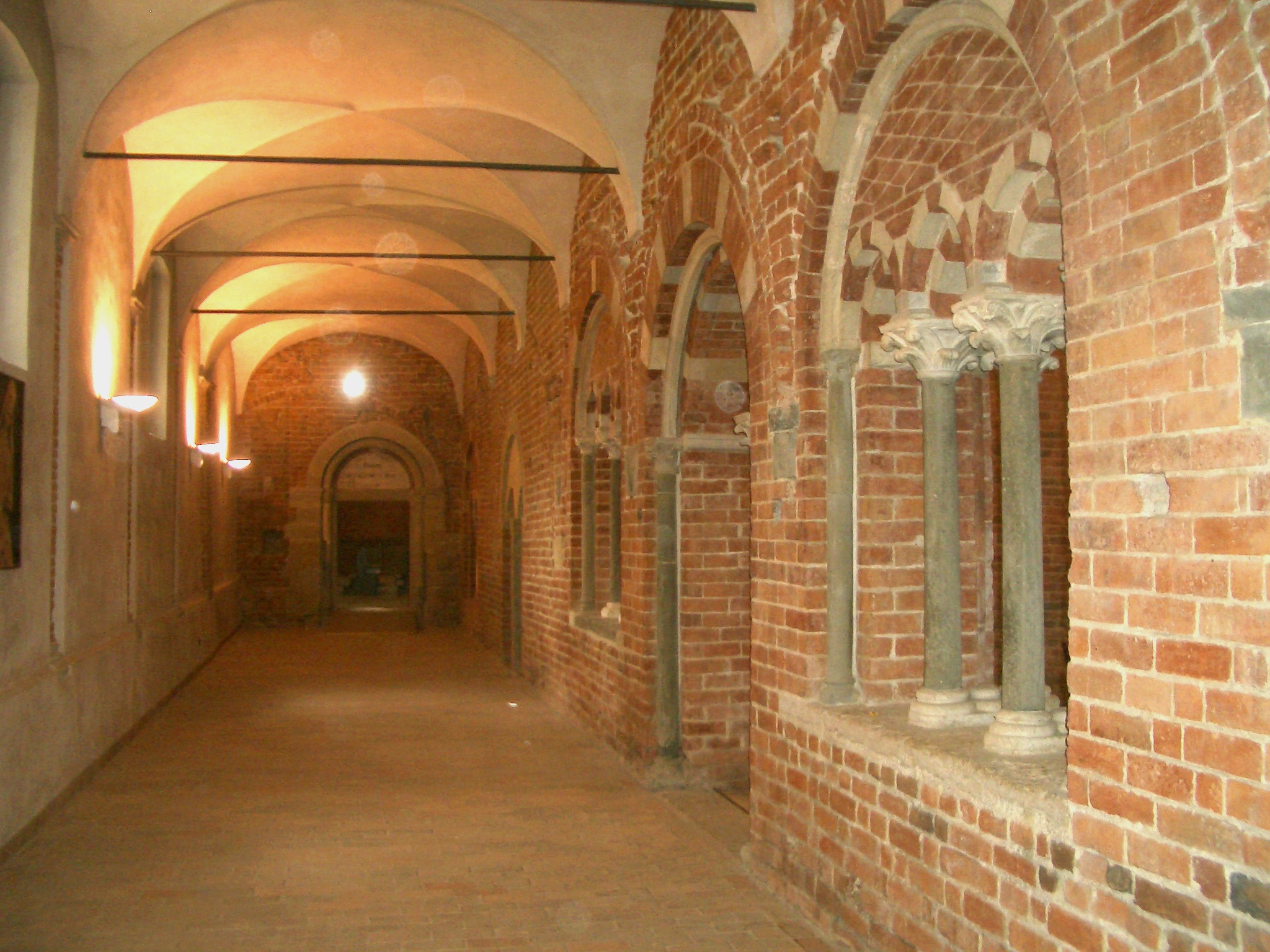
Une des galeries du cloître.

### L'église abbatiale

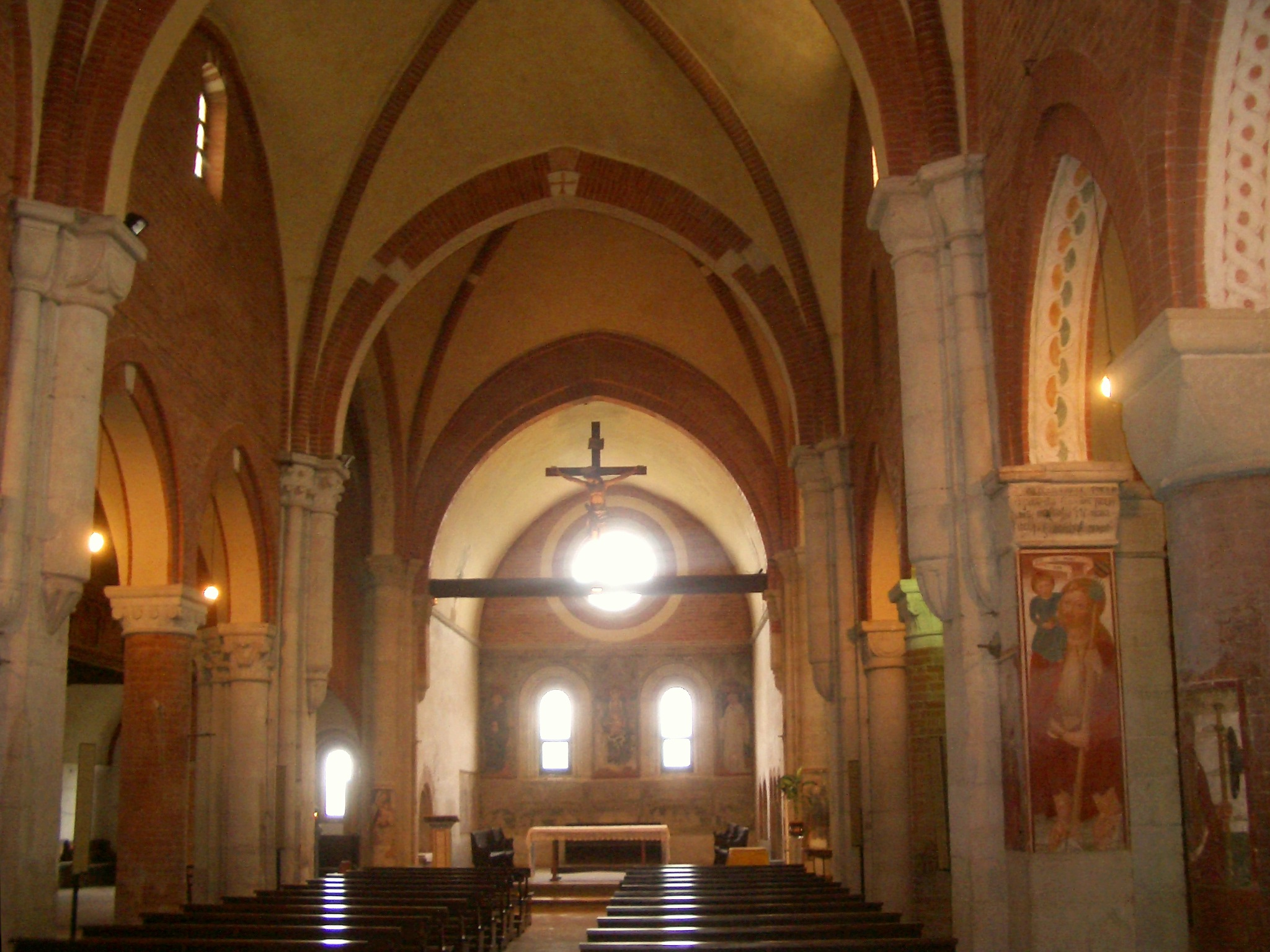
L'intérieur de l'église abbatiale.

L'église est en forme de croix latine à trois nefs et à transept, orientée à l'est ; les nefs sont longues de trois travées. Selon la tradition du plan cistercien, le chœur est entouré de deux chapelles latérales de chaque côté. La particularité de cette abbatiale se trouve dans l'ornementation des piliers, qui diffère pour chacun d'entre eux.